# مارتن ستيرن جونيور
مارتن ستيرن جونيور (بالإنجليزية: Martin Stern, Jr.)‏ هو مهندس معماري أمريكي، ولد في 9 أبريل 1917، وتوفي في 28 يوليو 2001.